# KOSATEC Empowering Global Innovation

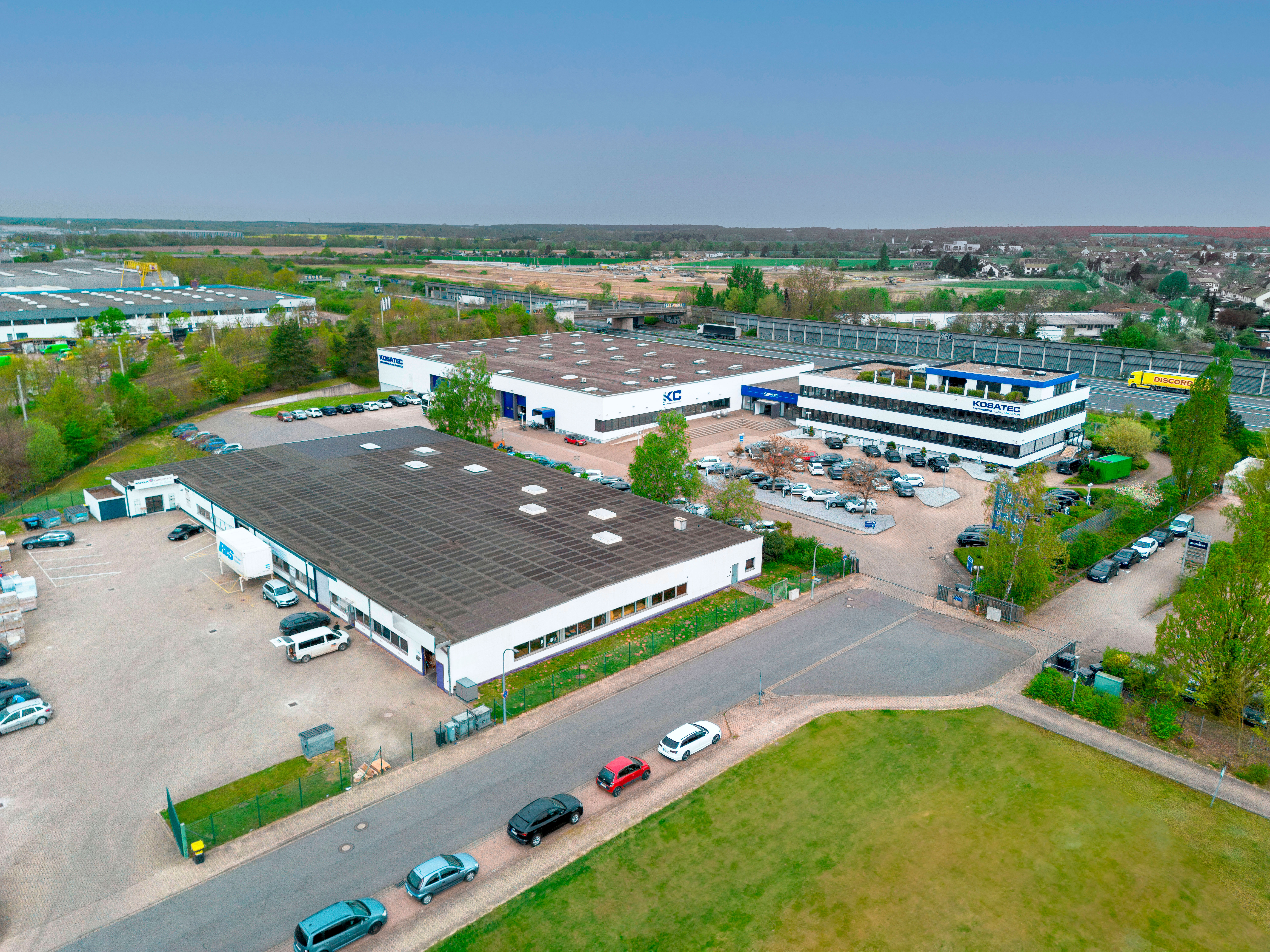
Zentrale der KOSATEC Empowering Global Innovation GmbH in Braunschweig

Die KOSATEC Empowering Global Innovation GmbH (vormals Kosatec Computer GmbH) ist ein deutscher IT-Distributor mit Hauptsitz in Braunschweig. Das Produktportfolio umfasst 10.000 Artikel aus den Bereichen Computer-Hard- und -Software, Notebooks, Tablets, Mobile Computing, Services und Zubehör.

## Geschichte
Das Unternehmen wurde 1993 in einer Garage in Rötgesbüttel, einem Vorort von Braunschweig, von Andreas Sander gegründet. Das Startkapital für die damalige Kosatec GbR betrug 6.000 DM. Das Unternehmen bezog 1994 größere Räumlichkeiten im Gewerbehof Querumer Forst. Im Jahr 2008 erfolgte der Umzug in die derzeitige Zentrale im Gewerbegebiet Hansestraße in ein ehemaliges Werksgebäude des Waschmaschinenherstellers Miele.
Von 1999 bis 2011 betrieb Kosatec Einzelhandelsfilialen (Kosatec City, Kosatec Campus, Kosatec Schloss-Arkaden, Kosatec Wolfsburg) in der Region Braunschweig/Wolfsburg, die Produkte direkt an Endkunden verkauften.
Von 1998 bis 2018 betrieb Kosatec ein Systemhaus, das regionale Firmenkunden bei Einrichtung und Betrieb von Computernetzwerken betreute.
Im Jahr 2013 beteiligte sich der Unternehmer Siegbert Wortmann (Wortmann AG) zu 49 % an Kosatec. Ein Jahr später wurde der Mitbewerber B.com übernommen und die ehemaligen Vertriebsstandorte Köln und Gießen in die Kosatec Computer GmbH überführt.
Das Geschäftsjahr 2023 schloss Kosatec mit einem Jahresumsatz von 548 Mio. Euro ab.
Von 2022 bis 2024 war Kosatec Haupt- und Trikotsponsor des Fußball-Zweitligisten Eintracht Braunschweig, seit Juli 2024 ist das Unternehmen Exklusiv-Partner des Vereins.

## Unternehmen
Als Vollsortimenter beliefert Kosatec europaweit gewerbliche Kunden mit IT-Komponenten. Zu den Kunden zählen Flächenmärkte, Online- und Versandhändler, kleine und mittlere Unternehmen, Systemhäuser, öffentliche Auftraggeber und die Industrie.
In der Braunschweiger Zentrale sind auf ca. 12.700 m² Zentral- und Außenlager, Vertrieb, Service-Kompetenz-Center, Verwaltung und der „Kosatec Factory Outlet Store“ ansässig. Kosatec betreibt weitere Vertriebsbüros in Köln, Aachen, Linden, Kassel, Passau, Unna, Hamburg und Split (Kroatien).

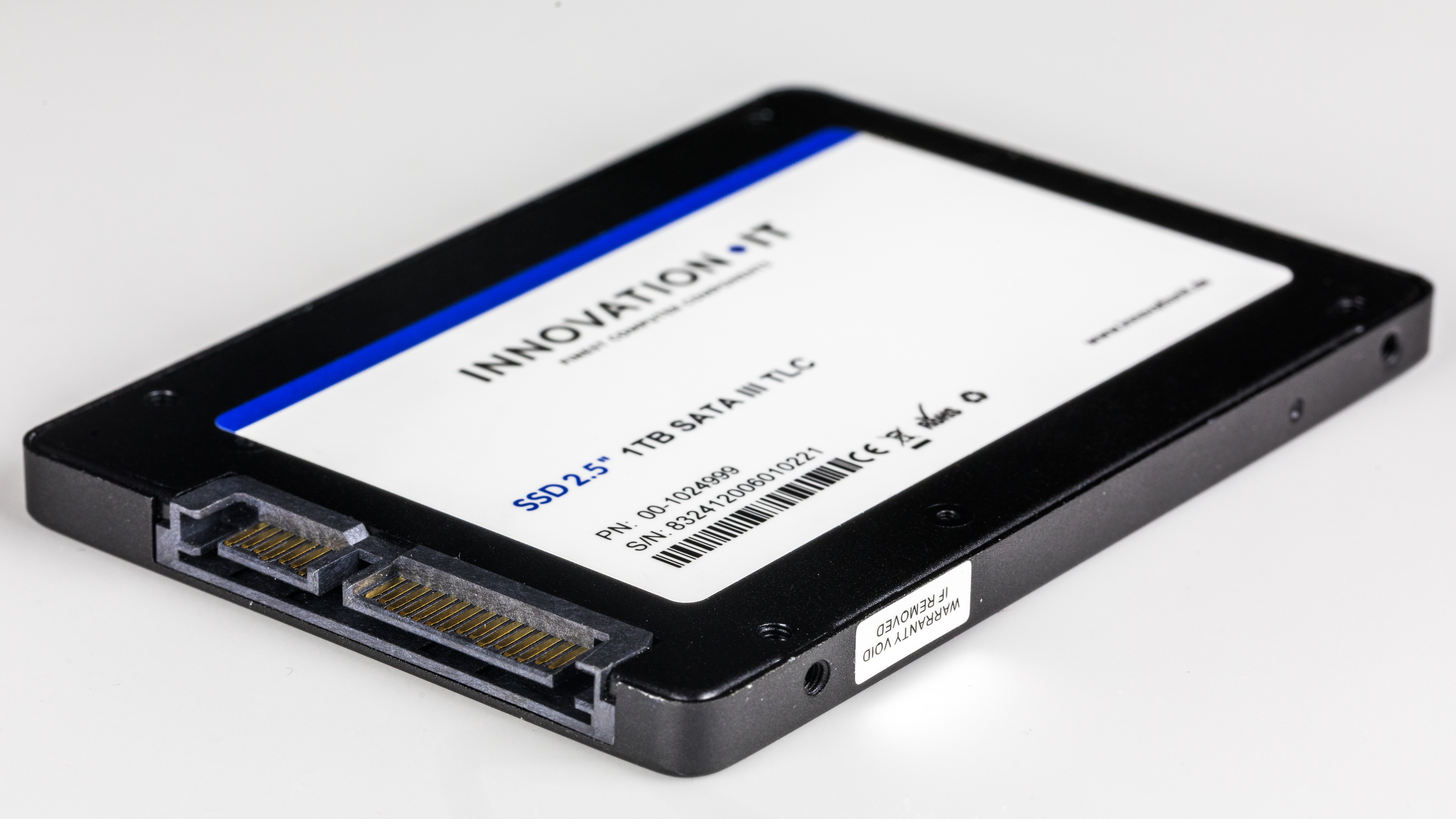
1 TB SSD 2.5", mit SATA-Anschluss von Innovation IT

Kosatec vertreibt unter der Marke „Innovation PC“ Serien-PCs, Build-to-Order-PCs und Server. Unter dem Namen „Innovation IT“ werden Kabel- und Zubehörprodukte sowie Speichergeräte (Arbeitsspeicher, SSDs usw.) vermarktet.